# Plateau Mont-Royal
Ne doit pas être confondu avec l'arrondissement Le Plateau-Mont-Royal.
Le Plateau Mont-Royal est un quartier sociologique dans l'arrondissement Le Plateau-Mont-Royal à Montréal. Il est communément désigné par l'expression Le Plateau. Il ne faut pas confondre le quartier et l'arrondissement.
Le district De Lorimier est le district électoral municipal qui correspond au quartier.
À l'est du Mile End et Milton Parc, le Plateau se divise en deux ;
Plateau Ouest à l'ouest de l'avenue Christophe-Colomb, délimité par la rue Sherbrooke au sud-est et la voie ferrée du CN au nord-est, et le Plateau Est, à l’est de Christophe-Colomb, toujours délimité au sud par la rue Sherbrooke et au nord par la voie ferrée, jusqu'à ce que les deux se rencontrent.

## Situation
Ce quartier est situé au nord du centre-ville et à l'est du mont Royal. Il s'agit d'un des quartiers les plus densément peuplés au Canada, puisque 100 000 personnes y habitent alors que la superficie du quartier n'est que de 8,1 km² .
Sa population est jeune avec un âge médian de 34,1 ans contre 38,6 ans à l'échelle de Montréal. 68 % de ses habitants sont bilingues ou polyglottes et, contrairement à la croyance populaire qui dépeint ce quartier comme ethniquement homogène, 49 % de ses habitants sont nés à l'extérieur du pays ou ont au moins un parent directement issu de l'immigration. La France est le premier pays d'origine des habitants issus de l'immigration avec 22,1 % des nouveaux arrivants, suivie du Portugal (6,3 %) et des États-Unis (4,7 %).
Les habitants de l'arrondissement sont en moyenne très éduqués, 78 % des 25 à 64 ans détiennent un diplôme d'étude post-secondaire (64 % de diplômés universitaires et 14 % de diplômés du collégial).

## Toponymie
Le quartier tire d’abord son nom de sa position topographique, situé sur un plateau délimité au sud par la rue Sherbrooke. Par contre, son appellation comme telle apparait officiellement seulement dans les années 1930 voire début des années 1940.

## Histoire
Le Plateau occupe une bande de terres qui se situaient entre le chemin Saint-Laurent et le chemin Papineau. Plusieurs de ces terres appartiennent à un dénommé de Courville qui les lotit en 1845, ce qui permet à des ouvriers et à de petits artisans de venir s'y installer. Un réservoir d'aqueduc est installé sur l'actuel square Saint-Louis. L'arrivée du tramway, qui règle le problème de dénivellation vers la rue Sherbrooke, permet le développement des quartiers situés plus au nord. Des communautés religieuses s'installent, bâtissent le nouvel hôpital Hôtel-Dieu et vendent des terrains où la bourgeoisie anglophone se fait construire des résidences. Les sœurs de la Providence construisent sur la rue Saint-Denis ce qui deviendra l'Institution des sourdes-muettes de Montréal.
Le développement se poursuit vers le nord et donne naissance au village de Saint-Jean-Baptiste autour de la rue Rachel, au village du Coteau-Saint-Louis près de la rue Laval et au village Saint-Louis-du-Mile-End près du chemin des Carrières. Vers 1895, le développement vers l'est génère le village De Lorimier, absorbé par la Ville de Montréal en 1909. Saint-Louis-du-Mile-End voit l'arrivée de plusieurs communautés ethniques à partir de 1900, avant d'être à son tour intégrée en 1909.
Le Plateau Mont-Royal prend son visage actuel vers 1900. Le Parc Laurier, inauguré en 1925, est situé sur une ancienne carrière au moment de l'annexion en 1893 du Coteau-Saint-Louis. L'Église Saint-Jean-Baptiste, construite en 1874 et reconstruite en 1911 à la suite d'un incendie, forme un ensemble patrimonial avec l'hospice et l'académie Marie-Rose.
Le Plateau est au début du XXe siècle un quartier ouvrier avec, à l'Est de la rue Saint-Denis, un secteur largement francophone, tandis que la partie ouest regroupe plutôt des communautés ethniques et, notamment, juive. Le quartier est le lieu de naissance du dramaturge Michel Tremblay et de l'écrivain Mordecai Richler, deux auteurs qui ont écrit plusieurs récits se déroulant sur le Plateau des années cinquante et soixante. Le succès grandissant de ces auteurs et la proximité du centre-ville et de rues marchandes fort achalandées ne sont pas étrangers à l'arrivée, dans les années 1980, d'une petite bourgeoisie de gauche, incluant bon nombre de diplômés issus des anciennes familles pauvres du quartier, une résultante sociale de l'essor de l'éducation au Québec depuis la Révolution tranquille. Ces gens plus fortunés, venus en quelque sorte gentrifier le quartier, ont considérablement réduit le poids démographique des moins nantis.